# 富山智帆
富山 智帆（とみやま ちほ、1982年3月7日-)は、女優兼リングアナウンサー。鹿児島県鹿児島市出身。

## 来歴・人物
鹿児島市立鹿児島玉龍高等学校卒業後、上京。日本工学院八王子専門学校・演劇科ミュージカル俳優コース出身。2005年に女優活動を開始。2008年より株式会社マーベルプロモーションに所属。2012年11月28日、WNC・後楽園ホール大会にて、場内アナウンスを主とするMC役に抜擢。2013年4月13日、大阪・阿倍野区民センター大会では、リングアナ・YULA欠場により、急きょリングアナを担当。
2013年8月24日、REINA女子プロレス東部フレンドホール大会で初めて外部団体でのリングアナウンスを担当。のちにREINA女子プロレスを運営するレイナ・プロモーション所属となる。REINAを軸足にWNCの後継団体であるASUKA PROJECT、プロレスリングWAVE、東京愚連隊など多くの団体でリングアナウンサーとして活動し、2021年時点ではプロレスリングFREEDOMS、SEAdLINNNG、PRO-WRESTLING MASTERS、東京愚連隊興行のレギュラー。英語とスペイン語を交えたリングアナウンスは定評がある。
2016年3月17日、新宿FACEで行われた「TAKA&タイチ興行」では全試合リングアナウンサーを担当。
女優としては舞台を中心に活動。
2018年5月より、KURAND公式アンバサダー（2019年に廃止）、『Vパックスペース』イメージ・キャラクター（2022年5月まで）に就任。
2019年4月～10月、鹿児島シティエフエムにて『からふるスクランブル』のパーソナリティを担当。
2019年11月～、17 Liveの公式ライバーに就任。
2020年2月14日、チョコレイト旅団に入団。
2020年9月、Viday公認アンバサダーに就任。
2020年11月30日、人生初の人間ドックを受診。身長が149.0cmであることが分かった。
2022年はプロレスリングFREEDOMS、SEAdLINNNG、GLEAT、P.P.P.TOKYO、プロミネンスなど93大会のリングアナウンサーを務めた。

## 出演

### 舞台
- 『サマーバスストップ』（2003年、TKプロデュース） - 早苗役（主役）
- ミュージカル『クリスマスの贈り物』（原作/賢者の贈り物）　（2003年、劇団ブルーベリーパイ・ファミリー） - メアリー・ポーター役（主役）
- 『楽園の終わり、奈落の果て』（2003年、劇団ピンスパイラル） - お姉役
- 『ハムレット』（2006年5月27日 - 28日、劇団むさしの座ラボ公演、武蔵村山市民会館小ホール） - 劇中劇の妃・フランシスコー・給仕役
- 『虹の彼方に～木星人伝説殺人事件』（2006年7月16日 - 17日、劇団つくしんぼ、関戸公民館ヴィータホール） - 虹野愛役
- 『奇跡の人』（2006年11月18日 - 19日、劇団むさしの座、武蔵村山市民会館小ホール） - ヘレン・ケラー役（主役）
- 『踊るやくざ第二章～極道行脚夢戦～』（2007年8月2日 - 7日、チームRIZE、シアターVアカサカ） - 速水莉那役
- 『鈍獣』（2008年2月25日 - 26日、劇団つくしんぼ、関戸公民館ヴィータホール） - ノラ役
- 『里見八犬伝より～名刀村雨丸争奪戦』（2008年11月15日 - 16日、劇団つくしんぼ、永山公民館５階ベルブホール） - 弥々山浜路役
- 『ラブ＆ハッスル』（2009年1月30日、ハッスルエンターテイメント、新宿FACE）- ハッスル軍・飛鳥 役[2]
- 『月光の在り処』（2009年11月28日 - 30日、TOKYOハンバーグ、ラゾーナ川崎プラザソル） - ミドリ役/澤山律子役
- 『リトルセブンの冒険』（2010年7月31日 - 8月1日、劇団つくしんぼ、関戸公民館ヴィータホール） - 刺客フレイム役
- 『ひまわり』（2012年4月11日 - 15日、劇団望創族、劇場ＭＯＭＯ）- 野島ちなみ役（主演）
- 『ビューティフル・ドリーマー』（2012年7月25日 - 29日、怪傑パンダース、中野ザ・ポケット） - 橘暁役
- 『TOKUGAWA15』（2013年3月20日 - 24日、タンバリンプロデュース・中野ザ・ポケット）- 徳川家重・山田重子 役
- 『天使ちゃん(仮)』（2013年7月18日 - 24日、劇団望創族、ワーサルシアター）- 轟雅代 役
- 『必然の幸運』（2013年10月9日 - 14日、zotA-project、シアターKASSAI）- ユミ 役
- 『フィリピン人の父に投げっぱなしジャーマン』（2014年4月9日 - 13日、レイナコーポレーション、戸野廣浩司記念劇場）- 美波 役
- 『born〜能力』（2014年6月20日 - 22日、水色革命、戸野廣浩司記念劇場）- 望月千代女・桃 役)
- 『ブラックバディズクラブ』（2014年9月25日 - 28日、B・B・C vol.1、下北沢・楽園）- ヨウコ 役（主演）
- 『向かう先は青コーナー』（2015年4月2日 - 5日、コルバタ、東京・戸野廣浩司記念劇場） [4]
- 『銀河鉄道の夜』（2015年7月9日 - 12日、コルバタ、新宿シアターブラッツ）- 謎の人 役
- 『AKEGARASU－明烏 転生』（2016年1月14日 - 1月20日、NPO WOMEN'S、座・高円寺1）- タエ子 役
- 『さよならRADIO』（2016年2月24日 - 28日、コルバタ、戸野廣浩司記念劇場） - 真中涼子 役
- 『オオカミは走る』（2016年4月28日 - 5月1日、水色革命・コルバタ・I&Iファクトリー、東京芸術劇場・シアターウェスト） - 先生役、サーカスの団員役
- 『注意書きの多い料理店』（2016年8月10日 - 14日、チーム進火RON、下北沢・小劇場シアター711） - 社長・風野夏美 役
- 『秋宵』（2016年9月13日 - 18日、G&Gアクターズファクトリー、新宿・SPACE雑遊）
- 『ディスられ彼女』（2017年3月1日 - 5日、チーム進火RON、高田馬場ラビネスト） -  上坂美和 役[5]
- 『Second Area』（2017年4月15日 - 16日、AREA31、レストランパペラ）
- 『たからモノ』（2017年6月30日 - 7月2日、おきあがりこぼし芸術祭Vol.17、座・高円寺２） - 中川市子 役
- 『風のうた』（2017年10月17日 - 22日、THE吉見麻美公演、代アニLIVE BASE 西麻布 Presented By 代々木アニメーション学院） - メイ 役
- 『1000万ドルの夜景』（2017年11月14日- 19日、ユーキース・エンタテインメント、新宿シアターブラッツ） - 竹中薫（記者）役／ラジオ局のアナウンサー（声のみ）役
- 『銀杏と見た景色』（2018年1月11日- 14日、大塚萬劇場） - 藤森千草 役（主演）
- 『ザ・アパートメント』（2018年2月7日～2月11日、望創族第３回公演、阿佐ヶ谷・シアターアルシェ） - 早乙女沙織 役
- 『コメディーガールズナイト　～羽衣の探偵日記3～』（2018年3月20日、座・高円寺２）
- 『蒲田行進曲』（2018年7月4日～9日、ふれいやプロジェクト第5回公演、シアターKASSAI） - チーちゃん 役（ゲスト）
- 『カウント2.9！』（2018年7月27日、29日、Beginning、新木場1stRING） - リングアナ・ちほ 役
- 『幽愁』（2018年9月21日～24日、浅野の本棚 棚卸し公演、神保町・アートスポットラド）『雨降る晩に』- 女の幽霊・京子 役
- 『黄緑の境界線』（2018年12月5日～9日、しみくれ#6、阿佐ヶ谷・シアターアルシェ） - ヒロイン・精神科医・佐々木優子 役
- 『次回作！』（2019年1月23日～27日、SoloSolo Project、シアター風姿花伝）- 日本ニューチューブ協会職員・久世 役
- 『たまたま劇団だっただけ』（2019年2月20日～24日、宮澤志暢プロデュース、大塚萬劇場）- 劇団モガミガワ初期メンバー・古舘千穂 役
- 『最高最低の饗宴』（2019年4月3日～7日、RolioliHeart＆EATS企画、西荻窪・遊空間がざびぃ） - 芥川麦 役（主演）
- 『GONG OF BLOSSOMEDAY 〜開花のゴングが鳴り響く〜』（2019年6月1日、築地ブディストホール） - リングアナ 役（ゲスト出演）
- 『PEACH MAN!?』（2019年8月8日～12日、コルバタ十万喜組、新宿スターフィールド） - ゆうぞら・桃生 役（主演）、あかつき・丹下 役
- 『アンタイトルアンハッピーラブ』（2019年10月1日～6日、チョコレイト旅団、作・演出：浮谷泰史、高島平・バルスタジオ） - 高野花梨・メザシ・ドンキーズの選手 役
- 『鶫-Long for spring-』（2019年11月27日～12月2日、築地ブディストホール）- 栗原美郷 役
- 『磔刑の女』時代朗読劇（2019年12月27日～29日、新宿スターフィールド）- 脚本家・今野令子 役
- 『全力芝居（タライ）』（2020年10月9日～11日、劇団バルスキッチン第二回コントイベント、高島平・バルスタジオ）- オムニバス4話全てに出演
- 『宇宙海賊シェルオル』（2021年2月7日、アクトリング、新宿FACE）- リングアナ・富山 役
- 『お気に召すまま-AS YOU LIKE IT-』（2021年4月22日～26日、S.H.Produce、下落合TACCS1179）- ロザリンド 役（主演）
- 『宇宙海賊シェルオル』（2021年5月7日、アクトリング、新木場1stRING）- リングアナ・富山 役
- 『宇宙海賊シェルオル』（2021年6月12日、アクトリング、大阪豊中176BOX）- リングアナ・富山 役
- 『アクトリング』（2021年7月25日、アクトリング昼公演、新木場1stRING）- リングアナ・富山 役
- 『鳥獣奇譚・舌切り雀』（2021年11月27日～28日、声劇和楽団、ニッショーホール）- ばあ役
- 『アクトリング　剣編01』（2021年12月25日、アクトリング、新木場1stRING）- 獣人・フーヤオ 役
- 『アンドールズ　Episode 1』（2022年3月5日、チョコレイト旅団、作・演出：浮谷泰史、代々木・アルティカセブン） - CHIHO 役
- 『アクトリング　剣編02』（2022年3月20日、アクトリング、新木場1stRING）- 獣人・フーヤオ 役
- 『アクトリング　鏡編　壱ノ面』（2022年4月10日、アクトリング、新木場1stRING）
- 『リセマラ･ハイ！〜おれたちはやり直す、何度でもだ〜』（2022年6月3日～5日、劇団東京都鈴木区 、中野スタジオあくとれ） -声の出演・世紀末な人 役
- 『明日の後で』（2022年10月6日～16日、さるしばい、大塚萬劇場）- 権田千秋 役
- 『アンドールズ　Episode 2』（2022年10月30日、チョコレイト旅団、作・演出：浮谷泰史、信濃町・CAFE DE CUERVOS） - CHIHO 役

### リングアナ
- 富山智帆さん応援部HPの活動履歴を参照（https://www.ssmjpn.com/chiho-ouenbu/chiho's-history.html）

### CM
- 株式会社モンテローザ1500店舗記念キャンペーン（2009年8月） - メインキャスト・ギャル魔人 役[2]
- 株式会社モンテローザ店内案内プロモーションビデオ - ナレーション[2]
- 花王・エッセンシャルダメージケア　吉高由里子篇（2011年2月）
- ADEAエステティックシャンプー - ナレーション

### テレビ
- 『ブラマヨ衝撃ファイル　世界の怖い女たち』（2011年7月）
- 『ルビコンの決断 ～世界初の洗剤を創れ!花王開発部隊の挑戦～』（2010年6月）
- 『ルビコンの決断 ～7万人の命を救った奇跡の医療器具～』（2010年09月）
- 『E-Girlsが！モンクの叫び』
- 『世界一受けたい授業』
- 『だんだんレストラン』（テレビ東京、2010年1月7日）
- 『ほめられてノビルくんA』
- 『お願いランキング』（2010年11月）
- 『やっちまったレジェンド』（2011年3月）
- 『スパモク！！いきものがたり』（2011年7月）

### スマートフォン対応放送
- 『WALLOP』　Dreamers vol.2 メインMC　（2012年10月）

### 映画
- 『さがし者』（自主制作映画）　松岡味彩役
- 『おやすみアンモナイト　貧乏人逆襲篇』（2009年、増田俊樹監督）
- 『NEVER CHANGE～永久惨敗～』（2009年） - 酒勾良美役
- 『夢缶』（自主制作映画、2010年公開）- 岩瀬祥子 役（主演）
- 『白魔女学園』（2013年、坂本浩一監督）
- 『恋人たち　tokyo/lovers』（2013年、自主制作映画）

### MV
- 『しあわせって』（2006年玄森界・阪本大作監督）

### 声優
- ドラマCD『あぐりっしぶ！農女編』（2017年、花火プロジェクト） - 香椎ゆい 役

### ライブ
- 『富山智帆　First Live　Cover Songs Night at Tommy's Land☆』（2015年11月14日、高田馬場・JETROBOT）
- 『浴衣で乾杯！　納涼祭ライブ』（2017年8月9日、四ツ谷doppo）（ゲスト出演）
- 『music salooooon!　Halloween SP』（2017年10月31日、四ツ谷doppo）（ゲスト出演）
- 『music salooooon!　Valentine SP』（2018年2月14日、下北沢ラグーナ）
- 『Sweet Emotion』（2018年3月8日、吉祥寺Crescendo）（富山智帆BAND）
- 『HIGH VOLTAGE』（2018年4月1日、吉祥寺Crescendo）（CHIHO☆YOTE）
- 『Unplugged　～アコースティックの夕べ～』（2018年5月31日、吉祥寺Crescendo）（CHIHO☆YOTE）
- 『石戸なつみ定期主催 VOL.3 ～夏の陣～』（2018年６月25日、大塚Hearts）（CHIHO☆YOTE）
- 『愛の謳が響く夜』（2018年7月18日、新宿headpower）（サポート：世手子、千ノ倉千秋）
- 『ROCK with POP』（2018年10月19日、吉祥寺Crescendo）（CHIHO☆YOTE）
- 『愛の謳が響く夜』（2018年12月29日、新宿headpower）（サポート：世手子、白井サトル）
- スタジオ向日葵15周年記念LIVE（2019年10月23日、新宿DREAM STORE）（ゲスト出演、サポート：佐々木聖也）
- 『DREAM COME THRU 2ND LIVE』（2019年12月23日、新宿FNV）（Cherie de aile）
- 『ハロウィーンわいわい歌姫らいぶ』（2020年10月24日、こまごめわいわいほーる）（CHIHO&HARUKA）
- 『里美monthly LIVE! Vol.2（ゲスト出演）』（2020年11月8日、三軒茶屋・茶茶茶）
- 『waiwaiミュージック秋姫祭』（2020年11月28日、こまごめわいわいほーる）（CHIHO&HARUKA）
- 『Jingle Bells　舞い降りた歌姫の宴』（2020年12月5日、配信）
- 『里美monthly LIVE! Vol.3（ゲスト出演）』（2020年12月13日、三軒茶屋・茶茶茶）
- 『吉澤里美のSecret room Vol.3（ゲスト出演）』（2020年12月27日、配信）
- 『Music 希望の扉♬　音楽の力』（2021年1月30日、こまごめわいわいほーる）（CHIHO&HARUKA）
- 『春到来！SAKURA歌姫揃い踏み♡』（2021年3月21日、こまごめわいわいほーる）（CHIHO&HARUKA）
- 『スペシャルライブ　MAY29～煌めきな宴』（2021年5月29日、こまごめわいわいほーる）（CHIHO&HARUKA）
- 『afternoon Music　太陽ギラギキラキラGIRLSの宴』（2021年7月11日、銀座・ミーヤカフェ）（CHIHO&HARUKA）
- 『Girls Unit ROCK 2マンLIVE』（2021年9月26日、大塚WelcomeBack）（CHIHO&HARUKA feat.野町祐太）
- 『Winter Music Ginza』（2021年12月5日、銀座・ミーヤカフェ）（CHIHO&HARUKA）
- 『3マンLIVE駒込　桜の宴』（2022年4月2日、こまごめわいわいほーる）（AmDolls）
- 『Hoteyes歌姫の宴 SATUKI』（2022年5月22日、池袋Hoteyes）（AmDolls）
- 『雨に唄えば！晴れたら踊れば！』（2022年6月3日、四谷LOTUS）（AmDolls）
- 『林将平さん25周年記念イベント・25年もやっててすみません』（2022年7月30日、築地マデイラ）（AmDolls）
- 『COLORS』（2022年9月23日、Music Bar MELODIA Tokyo）（AmDolls）
- 『Gyoenリベンジ秋の陣』（2022年11月5日、御苑ROSSO）（AmDolls）

### オリジナルソング
- 『君の街へ』（2018年3月8日発表）
- 『そばにいるよ』（2018年12月29日発表）

### アンバサダー
- 『KURAND公式アンバサダー』（2018年5月～2019年4月）
- 『Vパックスペース　イメージ・キャラクター』（2018年5月～2022年5月）
- 『Viday 公認アンバサダー』（2020年9月～）